# Palais des sports (Tremblay-en-France)
Pour les articles homonymes, voir Palais des sports.
Le palais des sports est un gymnase situé à Tremblay-en-France.
Le Tremblay Handball en est le club résident.
La salle a une capacité de 1 020 places, dont 20 pour le public handicapé, en configuration sport et de 2 100 en configuration spectacles